# Levels (film)
Levels (cu sensul de Nivele) este un film canadian thriller SF de acțiune din 2024 scris și regizat de Adam Stern. Rolurile principale au fost interpretate de actorii Cara Gee⁠(d), Peter Mooney⁠(d), Aaron Abrams⁠(d) și David Hewlett. După ce a asistat la uciderea iubitei sale Ash, un bărbat, Joe, riscă totul - inclusiv realitatea însăși - pentru a descoperi adevărul. Filmul a fost lansat de RLJE Films în cinematografe și VOD la 1 noiembrie. Este influențat de filme precum Matrix sau Eliberează-l pe Guy.

## Rezumat
Joe conduce o librărie în viitorul apropiat. Misterioasa Ash intră și îl invită pe Joe la o cafea. Cei doi se îndrăgostesc unul de celălalt.
Într-o zi, un străin apare la una dintre întâlnirile lor la o cafenea de pe stradă, o împușcă în cap pe Ash și dispare imediat. Joe este de neconsolat – cu un singur indiciu, o carte pe care ea a lăsat-o în urmă numită Despre a fi uman (On Being Human). Ulterior el primește un mesaj misterios de la fosta sa iubire, în care îi spune „Dacă te uiți la asta, sunt moartă”.
Este dezvăluit că cineva a creat primul „DU” sau univers digital, plin de inteligențe artificiale care gândesc și simt și chiar iubesc, fără să știe că fac parte dintr-o simulare computerizată vastă.
Hunter (cel care aparent a ucis-o la cafenea pe Ash) folosește această simulare pentru a testa diverse scenarii ipotetice fără consecințe în lumea „reală”. 
Joe și Ash, moartă sau vie, trebuie să găsească acum o modalitate de a-l învinge pe Hunter, care pare să dețină control asupra unui întreg univers, deși nici el nu poate încălca aparent anumite reguli care au fost incluse în program.
Oliver este un vânzător la un chioșc de ziare de pe stradă, dar nici el nu este ceea ce pare.

## Distribuție

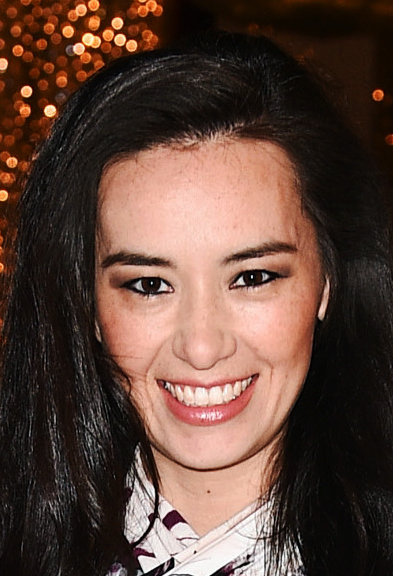
Cara Gee în 2018

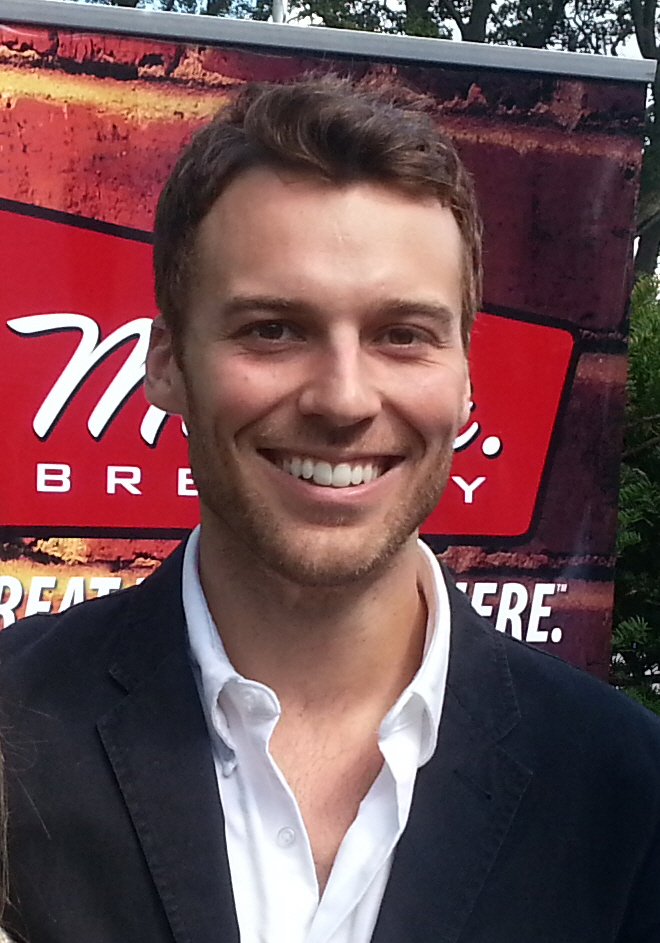
Peter Mooney

- Cara Gee – Ash
- Peter Mooney – Joe
- Aaron Abrams – Hunter
- David Hewlett – Oliver
- Amanda Tapping – MEL
- Jade Ma – Bellamy
- Adam Hurtig – Geddes

## Primire
A avut recenzii mixte din partea criticilor.